# Ajos Jeorjos Kafkalu
Ajos Jeorjos Kafkalu (gr. Άγιος Γεώργιος Καυκάλλου) – wieś w Republice Cypryjskiej, w dystrykcie Nikozja. W 2011 roku liczyła 26 mieszkańców.